# Circulation
Circulation es una revista científica publicada por Lippincott Williams & Wilkins para la American Heart Association. La revista publica artículos relacionados con la investigación y la práctica de las enfermedades cardiovasculares, incluidos estudios observacionales, ensayos clínicos, epidemiología, servicios de salud y estudios de resultados, y avances en investigación aplicada (traslacional) y básica. Su factor de impacto en 2021 era  39,918, lo que la sitúa en el primer lugar entre las revistas en la categoría de Sistemas cardíacos y cardiovasculares y en el primero en la categoría de Enfermedad vascular periférica. Los artículos pasan a ser de acceso abierto después de un período de de 12 meses.
En 2008 aparecieron seis revistas de subespecialidades. La primera edición de Circulatio Arrhythmia and Electrophysiology apareció en abril de 2008, seguida de una edición dedicada a la insuficiencia cardíaca en mayo titulada Circulation: Heart Failure. Las cuatro revistas restantes se publicaron una vez al mes desde julio hasta octubre de 2008. En orden de publicación fueron: Circulation: Cardiovascular Imaging, Circulation: Cardiovascular Interventions, Circulation: Cardiovascular Quality and Outcomes,  y Circulación: Genética cardiovascular (ahora publicado como Circulación: Medicina genómica y de precisión desde enero de 2018).

## Métricas de revista
Actualmente (2024) Circulation  es la revista n.º 1 en el apartado de "Cardiología" en Google Scholar con un Índice h de 206 y la n.º 12 en el apartado  de  "Ciencias médicas y de la salud".